# 透明度板
透明度板（とうめいどばん）とは、水の透明度や濁度を調べるために利用される、円形の板である。大きく分けて2種類存在し、直径30センチの白い円盤のタイプと、直径20センチの白い円盤を円の中心を通る直交した2本の直線で4等分して隣り合わない任意の2つの区画を黒く塗ったタイプがある。いずれのタイプも円盤に棒か紐を取り付けて、水中へとゆっくりと沈めてゆき、円盤が肉眼で何メートルの深さまで見えるかを確認するという方法で用いられる。イタリア人のアンジェロ・セッキーが考案したことから、セッキー板やセッキ板（イタリア語：Disco di Secchi）とも呼ばれ、また円形であることからセッキー円盤やセッキ円盤とも呼ばれる。

## 歴史

左側が元々の透明度板であり、右側は改良型の透明度板である。左側のタイプは海中で用いられることがあり、右側のタイプは淡水においては標準的に用いられる。

1865年にイタリア人のアンジェロ・セッキーが考案した元々の透明度板は直径30 cmの白い円盤であり、地中海の透明度を調査するために、これが用いられた。この関係で、今日でも海洋の透明度を調べるためには、この直径30 cmで白一色の元祖の透明度板が使用されることもある。ただ、透明度板は1899年にアメリカ人のジョージ・チャンドゥラ・ウィップル（George Chandler Whipple）によって、改良が施された。そうしてできたのが、直径20 cmの白い円盤を円の中心を通る直交した2本の直線で4等分して隣り合わない任意の2つの区画を黒く塗った透明度板であり、この改良型は陸水学の分野においては標準的に使用されるようになった。アメリカ合衆国中西部のミネソタ州やウィスコンシン州やインディアナ州では、湖水の水質を調べるために、この改良型の透明度板を用いた水質評価も取り入れていた歴史がある。

## 特徴と使用法
透明度板を使用して水の透明度や濁度を調べる際は、ヒトによる目視で行われる。ほとんど特別な機材を必要としないため、透明度板を用いた調査は簡便であり、機材を用意する費用もほとんどかからない。また、水中において水によって光が吸収されて減衰することについては、水面への入射光の強さと、透明度板が沈められた深さにおける透過光（透明度板まで到達した光）の強さと、その時に透明度板がどれだけの深さまで沈められているかが判れば、ランベルト・ベールの法則によって補正することもできる。
しかしながら、ヒトが肉眼で見て判定しているという簡便な方法であるがために、正確な透明度や濁度は調べ切れない。このことは、測定者の視力によって、透明度や濁度の値が変化してしまう可能性が充分にあると考えられることから明らかである。そこで、なるべく測定者の違いによって、結果に差が出ないようにする方策を取るべきである。具体的には、透明度板を使用した透明度や濁度の測定は、その地点の経度における時間で、9時から15時の間に行うようにするといった標準化を行う。なお、透明度板を用いた測定に最良の時間帯は、10時から14時の間であるとされている。さらに、測定者は、毎回同じ手順で測定を行うべきであることも言わずもがなである。参考までに、なるべく正確な測定を行うための方法の1つとしては、次のような方法が知られている。まず一旦、透明度板を沈めていって見えなくなった深さを記録する。それからさらに数十 cmほど透明度板を沈めた後、ゆっくりと透明度板を引き上げて、透明度板が再び見えた深さを記録する。最後に、最初に見えなくなった深さと、再び見えた深さとの平均を取って、その地点の水の透明度とするのである。